# Mirko Vuillermin
Mirko Vuillermin (pron. fr. AFI: [vyjɛʁmɛ̃]) (Aosta, 2 agosto 1973) è un ex pattinatore di short track italiano.

## Biografia
La sua carriera è stata interrotta nel maggio 1997 da un grave incidente motociclistico, poco dopo un altro grave incidente sempre motociclistico nel quale l'altro atleta italiano di short track Orazio Fagone, vincitore con Vuillermin della medaglia d'oro in staffetta ai Giochi olimpici di Lillehammer, ha perso l'uso delle gambe.

## Palmarès

### Giochi olimpici invernali
- 2 medaglie:
  - 1 oro (5000 m staffetta con Maurizio Carnino, Orazio Fagone e Hugo Herrnhof a Lillehammer 1994)
  - 1 argento (500 m a Lillehammer 1994)

### Campionati mondiali di short track
- 9 medaglie:
  - 2 ori (500 m a Pechino 1993; staffetta a L'Aia 1996)
  - 4 argenti (staffetta a Denver 1992; staffetta e 1500 m a Gjøvik 1995; 500 m a L'Aia 1996)
  - 3 bronzi (3000 m a L'Aia 1996; staffetta e 1500 m a Nagano 1997)

### Campionati mondiali di short track a squadre
- 5 medaglie:
  - 1 oro (Budapest 1993)
  - 1 argento (Minamimaki 1992)
  - 3 bronzi (Cambridge 1994, 	Lake Placid 1996, Seoul 1997)

### Campionati europei di short track
- 4 medaglie
  - 2 ori (500 m, 1500 m a Malmö 1997)
  - 2 bronzi (generale, 1000 m a Malmö 1997)